# Давід ван дер Кольфф
Давід ван дер Кольфф (порт. David van der Colff, 29 квітня 1997) — бразильський плавець.
Учасник Олімпійських Ігор 2016 року.